# Stormyran på Ulvön
Stormyran på Ulvön este o arie protejată (arie specială de conservare — SAC, sit de importanță comunitară — SCI) din Suedia întinsă pe o suprafață de 89,5 ha, integral pe uscat.

## Localizare
Centrul sitului Stormyran på Ulvön este situat la coordonatele 63°03′25″N 18°41′07″E / 63.0569°N 18.6853°E.

## Înființare
Situl Stormyran på Ulvön a fost declarat sit de importanță comunitară în ianuarie 2002 pentru a proteja un număr necunoscut de specii din flora spontană și fauna sălbatică aflate în arealul zonei. Situl a fost protejat și ca arie specială de conservare în martie 2011.

## Biodiversitate
Situată în ecoregiunile boreală și marină baltică, aria protejată conține 8 habitate naturale: Cursuri de apă de la nivel de câmpie la nivel montan, cu vegetație Ranunculion fluitantis și Callitricho-Batrachion, Mlaștini alcaline, Păduri fino-scandinave bogate în ierburi cu Picea abies, Vegetație perenă pe țărmurile stâncoase, Taiga vestică, Faleze cu vegetație de pe coastele atlantice și baltice, Pante stâncoase calcaroase cu vegetație casmofită, Păduri caducifoliate de mlaștină fino-scandinave.
La baza desemnării sitului se află un număr nedeclarat de specii protejate.